# District de Quangang
Le district de Quangang (泉港区 ; pinyin : Quángǎng Qū) est une subdivision administrative de la province du Fujian en Chine. Il est placé sous la juridiction de la ville-préfecture de Quanzhou.